# Galanina
La galanina es un neuropéptido codificado por el gen GAL ampliamente distribuido en el cerebro, la médula espinal y el tracto digestivo de humanos y otros mamíferos. La señalización de la galanina se lleva a cabo mediante tres receptores acoplados de proteína G.
Gran parte del papel funcional de la galanina todavía está por descubrir. La galanina participa estrechamente en la modulación e inhibición de potenciales de acción en las neuronas. La galanina se implica en muchas funciones biológicamente diversas, como la noicepción, la regulación de la vigilia y el sueño, la cognición, la alimentación y la regulación del estado de ánimo y la presión sanguínea; también participa en el desarrollo y actúa como factor trófico. Es posible que las neuronas productoras de galanina en el área preóptica medial controlen el comportamiento parental. La galanina está relacionado con diversas enfermedades, como el Alzheimer, la epilepsia, la depresión, los trastornos de la conducta alimentaria, el cáncer y la adicción. La galanina parece llevar a cabo actividades de protección de las neuronas, ya que su anabolismo aumenta entre dos y diez veces en el sistema nervioso periférico en caso de axotomía, y si ocurre actividad de crisis epiléptica en el cerebro. Puede que también promueva la neurogénesis.
Predominantemente, la galanina es un neuropéptido inhibidor hiperpolarizante y, como tal, inhibe la liberación de neurotransmisores. La galanina suele coubicarse con neurotransmisores clásicos, como la acetilcolina, la serotonina y la noradrenalina, así como con otros neuromoduladores, como el neuropéptido Y, la sustancia P y el péptido intestinal vasoactivo.

## Descubrimiento
En 1978, el profesor Viktor Mutt y sus compañeros del Karolinska Institutet, en Suecia, identificaron la galanina por primera vez en extractos de intestinos porcinos utilizando una técnica de ensayo que detecta los péptidos según su estructura de amida de alanina C-terminal. Se denomina «galanina» porque contiene un residuo de glicina N-terminal y una alanina C-terminal. El mismo equipo determinó la estructura de la galanina en 1983, y se clonó el ADNc de la galanina a partir del banco de células de una pituitaria anterior de rata en 1987.

### Distribución del tejido
La galanina se encuentra principalmente en el sistema nervioso central y el tracto gastrointestinal. En el sistema nervioso central, las mayores concentraciones se encuentran en el hipotálamo, y las menores en el córtex y el tronco encefálico. Dentro del hipotálamo puede encontrarse, por ejemplo, en el núcleo preóptico ventrolateral, donde su función consiste en promover el sueño. En el cerebro, también se ha hallado galanina en el prosencéfalo ventral y la amígdala. Además, la reacción inmunológica de la galanina en el cerebro se centra en el hipotálamo y la pituitaria. La galanina gastrointestinal se encuentra principalmente en el duodeno; también se concentra en menor medida en el estómago, el intestino delgado y el colon. La galanina también existe en la piel, donde ejerce funciones antiinflamatorias. Específicamente, se ha detectado en queratinocitos, en glándulas sudoríparas ecrinas y alrededor de los vasos sanguíneos. Se ha hallado galanina en tumores endocrinos. En las células de cáncer gástrico, se ha descubierto que la galanina ejerce una función supresora contra los tumores, pero se ha demostrado que la hipermetilación bloquea sus propiedades para suprimir los tumores.

## Estructura
La galanina es un péptido conformado por una cadena de 29 aminoácidos (en humanos, 30 aminoácidos); la produce el clivaje de una proteína con 123 aminoácidos denominada «preprogalanina», que codifica el gen GAL. La secuencia de este gen se conserva significativamente entre los mamíferos, y cuenta con una homología del 85 % en secuencias de ratas, ratones, bovinos y humanos. En estas formas animales, los primeros 15 aminoácidos del N-terminal son idénticos, pero los aminoácidos difieren en distintas posiciones de la parte C-terminal de la proteína.
Estas ligeras diferencias en la estructura proteica repercuten significativamente en su función. Por ejemplo, la galanina observada en porcinos y ratas inhibe la secreción de insulina inducida por glucosa en las ratas y los perros, pero no afecta la secreción de insulina en humanos. Esto demuestra que es fundamental estudiar los efectos de la galanina y otros péptidos reguladores en especies autólogas.
Cuatro proteínas conforman la familia de proteínas de la galanina; GAL fue la primera en identificarse. La segunda que se identificó fue la proteína asociada al mensaje (GMAP) de galanina, un péptido con 59 o 60 aminoácidos que también se forma en el clivaje de la preprogalanina. Los otros dos péptidos, un péptido similar a la galanina (GALP) y la alarina, se identificaron de forma relativamente reciente. Ambos están codificados en el mismo gen, el gen prepro-GALP. El GALP y la alarina los producen distintos procesamientos postranscripcionales del gen.

## Receptores
Las señales de la galanina se procesan mediante tres clases de receptores, GALR1, GALR2 y GALR3, que forman parte de la superfamilia de los receptores acoplados a proteína G. Los receptores de galanina se encuentran distribuidos en el sistema nervioso central, en el páncreas y en los tumores sólidos. El nivel de distribución de los distintos receptores varía según la ubicación, y puede cambiar si las neuronas sufren lesiones. Los experimentos sobre la función de los subtipos de receptores suelen involucrar ratones KO. La ubicación del receptor y la combinación de receptores inhibidos o estimulados afectan significativamente el resultado de las señales de galanina.

## Características clínicas

### Apetito
Inyectar galanina en el ventrículo lateral o directamente en el hipotálamo genera la urgencia de alimentarse, con preferencia hacia la ingesta de grasas. La galanina también regula el metabolismo de la glucosa y, potencialmente, podría aliviar los síntomas de la diabetes tipo 2 debido a su interacción con la insulinorresistencia. La galanina es un inhibidor de la secreción pancreática de insulina.

### Adicción
La galanina forma parte de la regulación de adicciones. Afecta la ingestión de alcohol repetida. También se ha demostrado que la galanina, además de afectar la adicción al alcohol, forma parte de la adicción a la nicotina y a los opiáceos.

### Enfermedad de Alzheimer
Una de las características patológicas del cerebro en las últimas etapas de la enfermedad de Alzheimer es la presencia de fibras crecidas que contienen GAL e inervan las neuronas colinérgicas supervivientes. Otra característica es el aumento en la distribución de GAL y receptores de GAL, que puede aumentar hasta en un 200 %, según se ha observado en los cerebros post mortem de pacientes de Alzheimer. La causa y la función de este aumento se desconocen actualmente.
Se ha sugerido que los actos de hiperinervación que promueven la muerte de estas neuronas, así como el efecto inhibidor de la galanina en las neuronas colinérgicas, exacerbaron la degeneración de la función cognoscitiva en los pacientes al disminuir la cantidad de acetilcolina disponible a las neuronas.
Se ha presentado una segunda hipótesis basada en datos que sugieren que el GAL contribuye a la protección del hipocampo ante daños excitotóxicos, y de las neuronas en el  cerebro anterior basal colinérgico ante la toxicidad amiloide.

### Rendimiento cognitivo
La galanina afecta el rendimiento cognitivo, y se ha demostrado que debilita la cognición y la capacidad de aprendizaje.

### Depresión
La galanina codistribuye y modula la noradrenalina y la serotonina, dos neurotransmisores que afectan a la depresión, lo que sugiere que la galanina está implicada en la regulación de la depresión. Estimular los receptores Gal1 y Gal3 genera comportamientos similares a la depresión, mientras que estimular los receptores Gal2 reduce estos comportamientos. Actualmente, uno de los mecanismos mediante los que la galanina potencialmente causa estos efectos es que estimula el eje hipotálamo-hipófisis-adrenal, lo que resulta en un aumento de la secreción glucocorticoide. Es habitual que las personas que sufren depresión tengan niveles elevados de hormonas glucocorticoides.

### Epilepsia
La galanina en el hipocampo inhibe el glutamato, pero no el GABA. Esto significa que la galanina es capaz de incrementar el umbral de las crisis epilépticas y, por lo tanto, se espera que actúe como anticonvulsivo. Específicamente, GalR1 se ha vinculado a la supresión de las crisis espontáneas. NAX 5055 es un candidato clínico agonista antiepiléptico.

### Durante el desarrollo
Se ha demostrado que la galanina participa en el control del desarrollo neural temprano posnatal del ganglio raquídeo (DRG). Los animales con mutaciones de galanina muestran una disminución del 13 % en la cantidad de células en el DRG adulto, así como una reducción del 24 % en el porcentaje de células que distribuyen la sustancia P. Esto sugiere que la pérdida de células por apoptosis que suele ocurrir durante el desarrollo del DRG lo regula la galanina, y que la carencia de galanina resulta en un aumento de la cantidad de células que mueren.

### Dolor y neuroprotección
La galanina tiene un papel inhibir en el procesamiento del dolor, se ha observado que las dosis altas de galanina reducen el dolor. Si se añade galanina a la médula espinal, se reduce el dolor neuropático. Además, se cree que la galanina es efectiva para reducir la hiperexcitabilidad espinal. Las neuronas sensoriales liberan cantidades mayores de galanina cuando sufren lesiones. También se cree que los aumentos en la concentración de galanina podrían tener motivos neuroprotectores y desembocar en la promoción de la neurogénesis. Existe la opinión de que la activación de GalR2 mitiga el rol de supervivencia que la galanina desempeña en el ganglio raquídeo.

### Papel parental en ratones
Un informe indica que las neuronas que distribuyen galanina en el área preóptica medial del cerebro son las responsables de regular la agresión contra las crías en los ratones macho.